# Agent Orange
 Der er for få eller ingen kildehenvisninger i denne artikel, hvilket er et problem. Du kan hjælpe ved at angive troværdige kilder til de påstande, som fremføres i artiklen.

Agent Orange var en gift, der blev brugt af amerikanerne under Vietnamkrigen. Man sprøjtede det på træerne, så bladene faldt af og aldrig kom tilbage. Formålet var at blotte fjenden og fratage vietnameserne deres klare fordel, nemlig deres mulighed for at camouflere sig i Vietnams tætte jungle. 
Operationen, hvor USA benyttede sig af herbiciderne, hedder "Operationen Ranch Hand", og det estimeres at det amerikanske militær spredte 1300 liter Agent Orange i minuttet udover de vietnamesiske jungler. 
Agent Orange er en blanding af to aktive stoffer, nemlig 2,4,5-triklorfenoxy-eddikesyre ("2,4,5-T") blandet med 2,4-diklorfenoxy-eddikesyre ("2,4-D"). Disse to kemikalier er begge i sig selv skadelige for mennesker, men regnes ikke for miljøfarlige. Det er derimod dioxinen, 2,3,7,8-tetraklordibenzodioxin, som bliver dannet under fremstillingen, som gav Agent Orange sin miljøfarlige karakter.
De fleste amerikanske soldater vidste ikke, hvad de sprøjtede med. De troede Agent Orange var myggespray, hvilket førte til egen eksponering af huden, øjne og mund. "Det føltes lidt fedtet, når det kom på huden", fortæller en vietnamveteran, "men jeg tænkte ikke videre over det."
I dag ønsker Vietnam erstatning fra amerikanerne. 5 dollar per misdannet barn, og da der er mange af dem, kan det blive meget dyrt. USA vil dog ikke anerkende det store forureningsomfang, som landet hævdes at have ansvaret for.

## Agent Oranges eftermæle
Brugen af Agent Orange har sat nogle tydelige spor på den vietnamesiske natur såvel som på den vietnamesiske befolkning. En af de mest omtalte skadevirkninger vedrørende brugen af Agent Orange, er de misdannelser, som ses på børn der i dag bliver født i Vietnam. På baggrund af dette har USA været genstand for meget kritik fra verdenssamfundet, hvilket førte til en revurdering af geneveprotokollen fra 1925 omkring brugen af kemisk og biologisk krigsførelse.   